# Слобозія-Оанча
Слобозія-Оанча (рум. Slobozia Oancea) — село у повіті Галац в Румунії. Входить до складу комуни Оанча.
Село розташоване на відстані 226 км на північний схід від Бухареста, 52 км на північ від Галаца, 145 км на південь від Ясс.

## Населення
За даними перепису населення 2002 року у селі проживали 162 особи, усі — румуни. Усі жителі села рідною мовою назвали румунську.